# Усть-Питский сельсовет
Усть-Питский сельсовет - сельское поселение в Енисейском районе Красноярского края.
Административный центр - село Усть-Пит.

## Население
| 2010 | 2012 | 2013 | 2014 | 2015 | 2016 | 2017 |
| ---- | ---- | ---- | ---- | ---- | ---- | ---- |
| 670  | ↘642 | ↘615 | ↘579 | ↘561 | ↘549 | ↘529 |

## Состав сельского поселения
В состав сельского поселения входят 2 населённых пункта:
| № | Населённый пункт | Тип населённого пункта       | Население |
| - | ---------------- | ---------------------------- | --------- |
| 1 | Усть-Пит         | село, административный центр | ↗535      |
| 2 | Шишмарево        | посёлок                      | ↘14       |

## Местное самоуправление
Усть-Питский сельский Совет депутатов
Дата избрания: 14.03.2010. Срок полномочий: 4 года. Количество депутатов: 7
Глава муниципального образования
- Жиденко Светлана Борисовна. Дата избрания: 14.03.2010. Срок полномочий: 4 года